# Celinda Arregui
Celinda Adela Arregui Quezada más conocida como Celinda Arregui de Rodicio (Santiago, 25 de julio de 1864-abril de 1941) fue una política, escritora, profesora y activista feminista chilena más conocida por su labor en pro de los derechos de las mujeres en el ámbito político, social y civil en Chile.

## Biografía
Celinda Arregui nació en Santiago en 1864, hija del matrimonio de Balbino Arregui e Isabel Quezada.
Durante la Guerra Civil de 1891 participó como espía en el telégrafo de Quillota, para el Comité Revolucionario partidario del Congreso.
Casada el 26 de septiembre de 1903 con el español Pegerto Rodicio Pérez.
En 1919 fundó, junto a Eloísa Díaz, Beatriz Letelier, Hayra Guerrero de Sommerville, Isaura Dinator de Guzmán, Juana de Aguirre Cerda, Carmela de Laso y Fresia Escobar, entre otras, el Consejo Nacional de Mujeres «que participó activamente de la defensa de los derechos femeninos». En 1926 fue una de las fundadoras del Partido Demócrata Femenino junto a Rebeca Varas, E. Brady y Gabriela Barros, entre otras; que redactaría uno de los primeros proyectos de ley que buscaba la modificación de la legislación electoral en búsqueda del derecho a voto femenino.
En 1927 fundó el denominado Bando Femenino, una institución aglutinante de varias agrupaciones de mujeres feministas y que tuvo como objetivo aunar esfuerzos en pro del movimiento por los derechos de las mujeres en a fines de la década de 1920; además, organizó el Congreso Interamericano de Mujeres realizado en Santiago en 1929.

## Obras
- Manual de telegrafía eléctrica, teórico práctico: con los últimos adelantos sobre la telegrafía sin hilos para los estudiantes del ramo (Valparaíso: Impr. Gillet, 1901).
- La telegrafia sin hilos: sistema Marconi y Telefunken prácticamente al alcance de todos (Santiago: Editorial Zig-Zag, 1916).
- Los niños vagabundos y la criminalidad infantil (1918).
- Laborando (Santiago: Impr. Cervantes, 1921).